# Eastover (Carolina del Norte)
Eastover es un pueblo ubicado en el Condado de Cumberland y en el estado estadounidense de Carolina del Norte. La localidad en el año 2000, tenía una población de 1.376 habitantes en una superficie de 10,5 km², con una densidad poblacional de 131,2 personas por km².

## Geografía
Eastover se encuentra ubicado en las coordenadas 35°5′43″N 78°47′12″O / 35.09528, -78.78667. Según la Oficina del Censo, la localidad tiene un área total de 10,5 km² (4,1 mi²), de la cual 10,5 km² (4,1 mi²) es tierra y 0 km² (0 mi²) (0.56%) es agua.

### Localidades adyacentes
El siguiente diagrama muestra a las localidades en un radio de 20 kilómetros (12,4 mi) de Eastover.

## Demografía
En el 2000 la renta per cápita promedia del hogar era de $33.365, y el ingreso promedio para una familia era de $48.625. El ingreso per cápita para la localidad era de $18.320. En 2000 los hombres tenían un ingreso per cápita de $31.515 contra $23.529 para las mujeres. Alrededor del 8.90% de la población estaba bajo el umbral de pobreza nacional.